# ساحة بيركلي (فلم 1933)
ساحة بيركلي (بالإنجليزية: Berkeley Square) فيلم أمريكي تم إنتاجه عام 1933 تتركز قصته على رواية مسرحية تحمل ذات الأسم. من بطولة ليزلي هوارد.

## روابط خارجية
- ساحة بيركلي على موقع IMDb (الإنجليزية)
- ساحة بيركلي على موقع الموسوعة البريطانية (الإنجليزية)
- ساحة بيركلي على موقع روتن توميتوز (الإنجليزية)
- ساحة بيركلي على موقع ألو سيني (الفرنسية)
- ساحة بيركلي على موقع Turner Classic Movies (الإنجليزية)
- ساحة بيركلي على موقع أول موفي (الإنجليزية)
- ساحة بيركلي على موقع فيلمافينيتي (الإسبانية)
- ساحة بيركلي على موقع قاعدة بيانات الأفلام السويدية (السويدية)
- ساحة بيركلي على موقع قاعدة بيانات الفيلم (الإنجليزية)
- ساحة بيركلي على موقع ليتربوكسد (الإنجليزية)